# Florence Hartmann

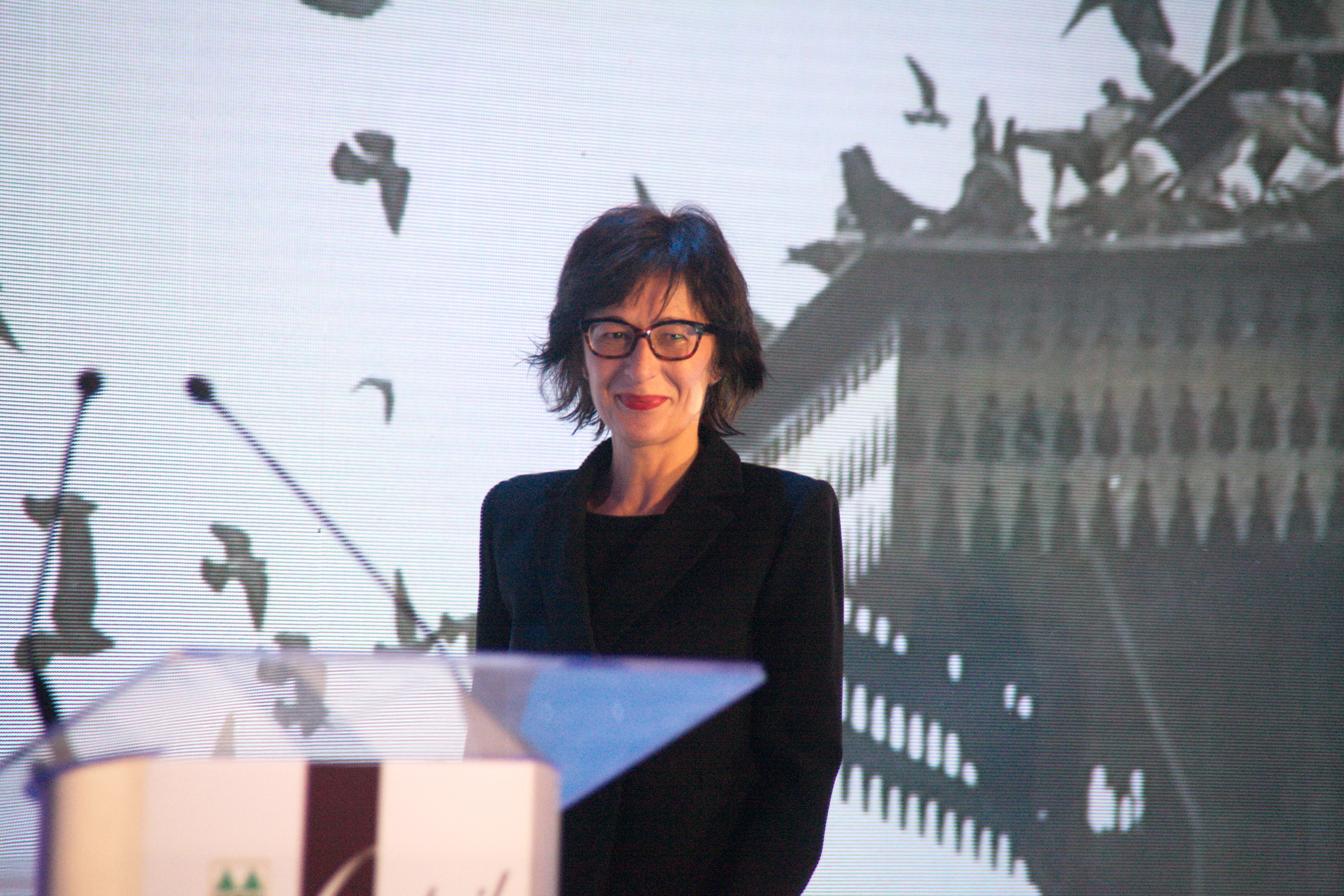
Florence Hartmann

Florence Hartmann (* 17. Februar 1963) ist eine französische Journalistin und Autorin. Sie war in den 1990ern für die Tageszeitung Le Monde Korrespondentin in den Balkanländern.
Im Jahr 2009 wurde Hartmann von einem Gericht der Vereinten Nationen (UN) zu einer Geldstrafe von 7000 Euro verurteilt, weil sie als ehemalige Sprecherin der Anklage am Internationalen Strafgerichtshof für das ehemalige Jugoslawien (ICTY) in einem Buch Informationen über das Massaker von Srebrenica veröffentlicht hatte, die als vertrauliche Prozessunterlagen eingestuft waren. Nach Hartmanns Angaben enthüllte ihr Buch Versuche des ICTY, Serbiens Verantwortung für das Massaker zu verschleiern.
Hartmann zahlte die Strafe nicht und wurde 2011 zu einer siebentägigen Haftstrafe verurteilt. Nachdem sowohl Frankreich als auch die Niederlande wiederholt Auslieferungsersuchen der UN ignoriert hatten, wurde Florence Hartmann am 24. März 2016 in Den Haag von UN-Sicherheitskräften festgenommen, als sie der Urteilsverkündung gegen den Politiker und Kriegsverbrecher Radovan Karadžić beiwohnen wollte, und zum Vollzug der Haftstrafe inhaftiert. Am 29. März wurde sie vorzeitig entlassen.

## Publikationen
- Milosevic: La diagonale du fou (Denoel impacts). Denoël, 1999, ISBN 2-207-24976-X
- Lanceurs d’alerte: Les mauvaises consciences de nos démocraties. Don Quichotte, 2014, ISBN 978-2-35949-199-9 OCLC 876050206
- Paix et châtiment. Flammarion, 2007, ISBN 978-2-08-120669-4
- Le Sang de La Realpolitik: L’Affaire Srebrenica. Don Quichotte, 2015, ISBN 978-9958-30-272-5[3]